# 鶴屋美咲
鶴屋 美咲（つるや みさき、2003年4月18日 - ）は、日本のアーティスト、女優、歌手、ダンサー。Girls2のメンバー（リーダー）。福岡県出身。

## 来歴
E-girlsに憧れ、ダンススクール・EXPG STUDIO FUKUOKAに入校。
2018年4月1日から1年間、テレビ東京で放映されたガールズ×戦士シリーズ2作目の『魔法×戦士 マジマジョピュアーズ!』でヒロインである戦士のひとり・花守ミツキ役を演じた。また、同番組のために結成されたユニット『magical2（マジカルマジカル）』としても活動しリーダーを務めていた。
2019年3月よりmagical2および関連する2ユニットのメンバーから新たに結成されたパフォーマンスグループ・『Girls2（ガールズガールズ）』に加入した。シンボルカラーはオレンジ（2020年1月に公開されたアーティスト写真での衣装の色はピンク）。同グループではリーダーを務める
アルバルク東京公式応援ガールズ衣装及び2019年度おはガール衣装のユニフォームの背番号は222。
2019年4月よりおはスタのおはガールとして起用され、他の曜日のおはガールとともに「おはガール from Girls2」としても活動した。2019年度は月曜日、2020年度は水曜日を担当。2020年4月より「ガル学。〜聖ガールズスクエア学院〜」から派生したユニット、south²のメンバーとなる。
2020年7月より山口綺羅とともに「ガチャムク」のレギュラーに起用される。テレビ東京系列以外の番組へのレギュラー出演は自身初となる。また、同番組内での愛称は「ミサ」となっている。
2021年3月26日放送分をもって小田柚葉、隅谷百花、小川桜花、増田來亜とともにおはガールを卒業した。
2021年7月より開始したドラマガル学。〜ガールズガーデン〜にミサキ役として出演している。
2021年12月、大学合格を報告した。
2022年8月4日　新番組『この恋イタすぎました』放送。

## 人物
メンバーの山口綺羅とは高校が同じである。
Girls²公式サイトからの引用↓
- EXPG STUDIO FUKUOKA 出身
- 趣味：美味しいコーヒー探し、ラジオ、を聴く
- 特技：ピアノ、習字
- 好きな食べ物：しそ
- 好きな飲み物：コーヒー
- 好きな漫画/アニメ：「FAIRY TAIL」、「ノラガミ」、「ダーリン・イン・ザ・フランキス」、「残響のテロル」（アニメオタクと語っている）
- 好きなゲーム：⼤乱闘スマッシュブラザーズ
- 好きなドラマ：「ストレンジャー・シングス 未知の世界」、「逃げるは恥だが役に立つ」、「N のために」、「あまちゃん」、「ごめんね⻘春︕」、「流星の絆」
- 好きな映画：「君の名前で僕を呼んで」、「ヘアスプレー」、「タイタニック」、」バック・トゥ・ザ・フューチャー」
- 好きな本：「流浪の⽉」、「やはり俺の青春ラブコメはまちがっている。」
- 好きな曲：The Beatles「Let It Be」、DeBarge「I Like It」、Earth, Wind & Fire「After The Love Has Gone」
- 好きなYouTuber/インフルエンサー：あさぎーにょ
- 好きな絵文字：😌🙏🏻✨🥰
- 好きな動物：犬
- 好きなファッション：古着系・ストリート系
- 憧れの人：ビヨンセ
- 座右の銘：⽔滴⽯を穿つ
- アーティストでなかったらやってみたい職業：カフェ店員

## 出演

### テレビ
- ガールズ×戦士シリーズ（テレビ東京）
  - 魔法×戦士 マジマジョピュアーズ!（2018年4月 - 2019年3月） - 花守ミツキ 役
  - ひみつ×戦士 ファントミラージュ!
    - 第7話（2019年5月19日） - 花守ミツキ 役
    - 第43話（2020年2月2日） - スルメール（声） 役

  - ポリス×戦士 ラブパトリーナ! 第43話（2021年5月23日） - 花守ミツキ 役

- おはスタ（テレビ東京）
  - （2018年9月26日・11月29日・12月12日・2019年2月13日） - magical2としてゲスト出演
  - （2019年4月8日 - 2020年4月3日） - 月曜おはガール
  - （2020年4月8日 - 2021年3月26日） - 水曜おはガール
  - （2022年3月9日） - おはスタ調査隊の調査員としてゲスト出演
  - （2022年12月9日） - ダンスレクチャー出演

- ガル学。〜ガールズガーデン〜（2021年7月7日 - 9月29日）

- ポケモンの家あつまる?（2019年8月4日、テレビ東京）
- ガチャムク（2020年7月5日 - 2023年3月25日、BSフジ）
- 音ボケPOPS（2020年8月1日、TOKYO MX）
- 週刊EXILE（2020年11月3日、TBS）
- バゲット（2022年6月13日・8月4日、日本テレビ）
- スッキリ（2022年8月4日、日本テレビ）
- ZIP!（2022年8月4日、キテルネ！コーナー・日本テレビ）
- この恋イタすぎました（2022年8月4日−2023年1月21日）（8月4日- IMALU役）
- ウワサのお客さま（2023年3月3日・5月12日、フジテレビ）
- オオカミ少年・ハマダ歌謡祭（2023年6月16日・2024年2月23日、TBS[10]）
- オールスター合唱バトル （2024年7月14日・12月29日、フジテレビ）
- ダルマさんが転んだ（2025年3月22日、フジテレビ）

### 映画
- 私がモテてどうすんだ（2020年7月10日）
- 劇場版 ひみつ×戦士 ファントミラージュ! 〜映画になってちょーだいします〜（2020年7月23日） - 花守ミツキ 役
- 劇場版 ポリス×戦士 ラブパトリーナ! ～怪盗からの挑戦！ ラブでパパッとタイホせよ！～～（2021年5月21日） - 花守ミツキ 役

### テレビアニメ
- ジモトがジャパン 第29話（2019年10月21日、テレビ東京） - 安孫子紗和 役
- ガル学。〜聖ガールズスクエア学院〜（2020年4月 - 2021年3月、テレビ東京） - ミサキ 役[11]

### ラジオ
- RADIO MASHUP（2019年2月3日・10日・5月5日・6月9日・2020年3月8日・7月19日・10月25日、Fm yokohama）
- GENERATIONSのGENETALK（2019年2月4日、JFN系列）
- JAPAN MOVE UP supported by TOKYO HEADLINE（2019年2月23日、東京FM）
- Ario Happy Saturday（2019年9月28日、FM岡山）
- 『おはようのスマイル』Special（2019年11月19日、FM愛知）
- Swag（2020年3月6日、FM-NIIGATA）
- GENERATIONS小森隼のGood Laugh and Sleep（2020年3月23日、ニッポン放送）
- ノリノリで行こうぜ（FM愛知）
- Girls²のがるがるトーク!（2021年7月3日-、文化放送）
- Girls²ミサキとクレアのアニファン!（2023年3月30日-、文化放送）